# Filipíny na Letních olympijských hrách 1992
Filipíny se účastnily Letní olympiády 1992 ve španělské Barceloně v 9 sportech. Zastupovalo je 26 sportovců (24 mužů, 2 ženy).

## Medailisté
| Medaile | Jméno        | Sport | Soutěž                          |
| ------- | ------------ | ----- | ------------------------------- |
| Bronz   | Roel Velasco | Box   | muži váha lehká muší - do 49 kg |